# Megalopus brevipennis
Megalopus brevipennis es una especie de coleóptero de la familia Megalopodidae.

## Distribución geográfica
Habita en América del Sur.